# Characidium hasemani
Characidium hasemani är en fiskart som beskrevs av Steindachner, 1915. Characidium hasemani ingår i släktet Characidium och familjen Crenuchidae. Inga underarter finns listade i Catalogue of Life.